# Cireșarii
Cireșarii este un ciclu de cinci romane scrise de Constantin Chiriță, o adevărată pentalogie, începând cu 1953 și publicate inițial între 1956 și 1968. Ele înfățișează, în episoade succesive, aventurile unui grup de șapte copii denumiți „Cireșarii” pentru că locuiau în cartierul Cireșului, dintr-un oraș nenumit. Victor, Ionel, Dan, Maria, Lucia, Ursu și Tic pășesc astfel în adolescență, cresc, se descoperă și se construiesc pe parcursul cărților, aducând în scenă nu doar mistere și soluții noi, ci și emoții diferite. 
Cele cinci volume ale seriei sunt:
1. Cavalerii florii de cireș - numit inițial Teroarea neagră (publicat în 1956);
2. Castelul fetei în alb (publicat în 1958);
3. Roata norocului (publicat în 1965);
4. Aripi de zăpadă - numit inițial Teroarea albă (publicat în 1968);
5. Drum bun, Cireșari! (publicat în 1963);

Romanele au fost retipărite de multe ori, bucurându-se de popularitate la vremea respectivă, dar și ulterior, peste generații. În 1972 a fost publicată o integrală a celor cinci volume, care includea ultimele revizii făcute de autor asupra textului. De-a lungul anilor, o parte dintre ediții au avut și coperte remarcabile, semnate de cunoscuți pictori și graficieni, însă după 1989 au fost puse în circulație și ediții neautorizate. Conform site-ului oficial ciresarii.com, "realizat și susținut de familia autorului", în prezent (2024) drepturile de publicare sunt deținute de Editura Roxel Cart. Seria Cireșarii rămâne un reper în literatura română în ceea ce privește abordarea și popularitatea în rândul numeroaselor generații de tineri. 

## Despre romane
„O carte hipnotică. Un timp pur, dinainte de capitalism și în afara comunismului. O acțiune aproape atemporală. Personaje asemenea." – Lucian Pricop, critic și istoric literar (extras din textul de pe ultima copertă, volumele I-V, Editura Roxel Cart, 2017). 
„Romanul pe care îl țin astăzi în mână adolescenții anului 2017 a fost citit, cu siguranță, și de părinții, dar și de bunicii lor. La rândul lor, viitorii lor copii vor citi și ei acest roman." – Oana Soare, critic literar, cercetător la Institutul de Istorie și Teorie literară „G. Călinescu” al Academiei Române (extras din prefața la Cireșarii, volumele I-V, Editura Roxel Cart, 2017). 
„Nici un roman pentru copii și tineret nu se poate compara, la noi, ca audiență și forță de fascinație cu Cireșarii. [...] Experimentul Cireșarii a izbutit în epoca în care a fost creat, dar o carte bună pentru copii rămâne o carte bună vreme de secole, mai ales dacă o citesc și adulții." – Horia Gârbea, scriitor și dramaturg (extras din „Destinul cireșarilor nu s-a încheiat odată cu jocurile în rețea” (parțial) • interviu realizat de Monica Andronescu și publicat de jurnalul.ro, 2010). 
"Dovadă supremă de consacrare, cuvântul „cireșarii” devine substantiv comun." – Alex Ștefănescu, critic și istoric literar (extras din „La o nouă lectură: Constantin Chiriță” (parțial)). 
"Eu sunt un cireșar. N-aș fi fost niciodată un cireșar dacă Constantin Chiriță n-ar fi inventat cireșarii." – Nichita Stănescu (extras din textul de pe coperta a IV-a a primului volum Cireșarii, Editura Cartea Românească, 1976). 

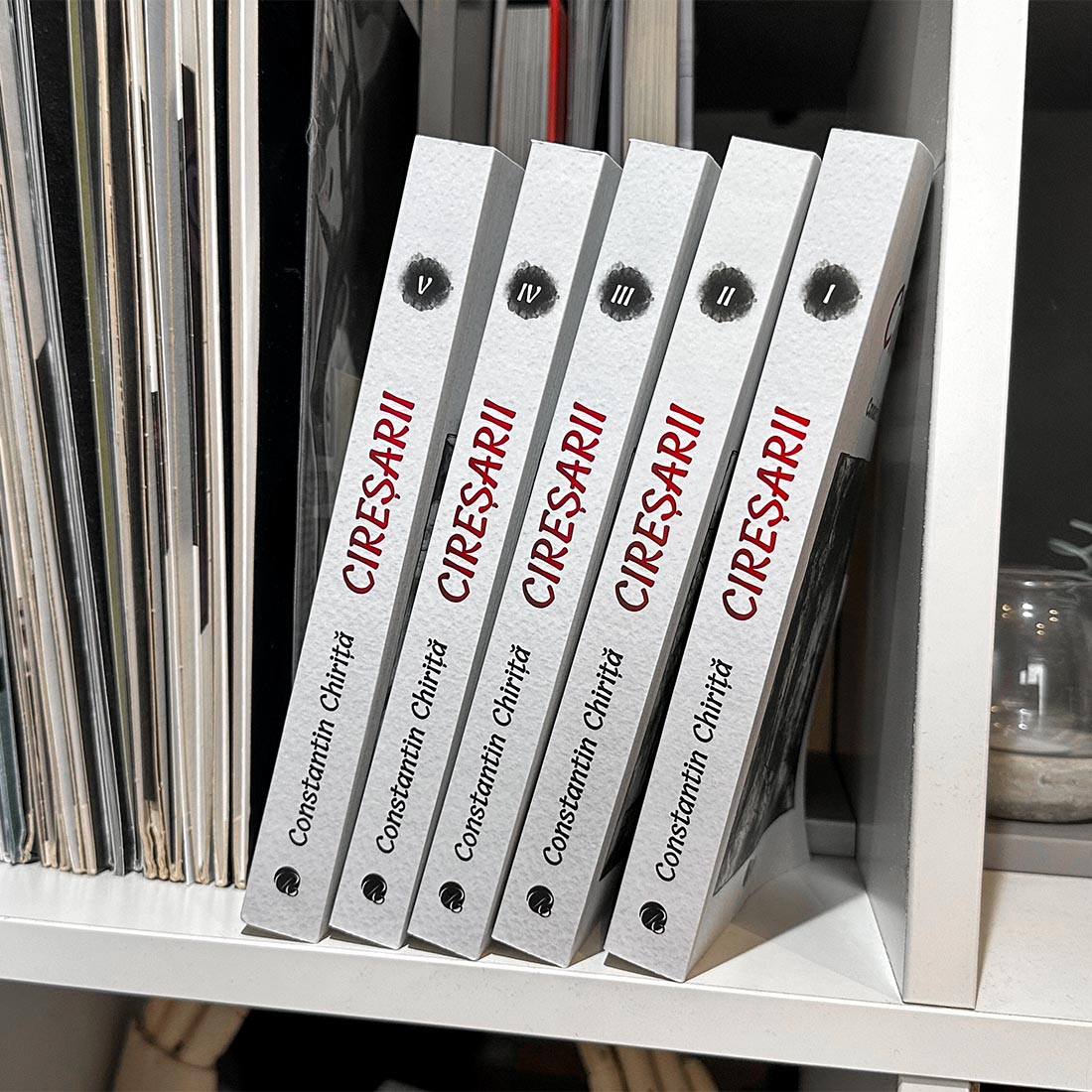
Fotografie care are ca subiect romanele Ciresarii, de Constantin Chirita, editii publicate in 2022 de Editura Roxel Cart

"Cireșarii s-au născut într-una din clipele cele mai grele din viața autorului. [...] Când s-a aflat ca soția lui era fiica unor „dușmani de clasă”, a fost concediat de la toate redacțiile. A supraviețuit ca ghost writer (el scria, alții semnau) și a luat hotărârea să scrie o carte atât de frumoasă încât să nu poată fi refuzată de nicio editură. Așa s-au născut… Cutezătorii. A trimis manuscrisul Editurii Tineretului și, într-adevăr nu i-au refuzat publicarea. Însă după câteva zile editura l-a informat că nu poate folosi titlul Cutezătorii fiindcă editura tocmai a lansat o colecție cu același nume. Pe vremea acea locuia cu soția însărcinată și cu micul Victor pe strada Cireșului din București. A fost o coincidență norocoasă. Le-a dat grupului de tineri din roman numele Cireșarii." – Diana Chiriță (extras din "Nu a uitat niciodată să se joace • Câteva amintiri despre omul, soțul, tatăl și scriitorul Constantin Chiriță", 2021", publicat pe www.ciresarii.com). 

## Despre autor
Autorul Cireșarilor este Constantin Chiriță, scriitor român – prozator, romancier, scenarist, reporter.
Constantin Chiriță s-a născut pe 12 martie 1925, în comuna Ibănești, județul Vaslui, într-o familie de învățători – Ion Chiriță și Clara Chiriță (Mironescu). De-a lungul vieții a fost jurnalist și redactor sau colaborator la mai multe reviste literare și sociale. A debutat ca scriitor în 1949 și s-a remarcat ca romancier (Întâlnirea, Pasiuni, Livada, Trilogia în alb etc.), scenarist și dramaturg (Adâncimi), dar a fost și un eseist virtuoz. Cele mai populare scrieri ale sale – și cu siguranță unele dintre cele mai vândute și iubite romane din literatura română – sunt romanele din seria Cireșarii, o serie dedicată în special tinerilor.
Un idealist principial, Constantin Chiriță a lăsat ceva din ideologia, caracteristicile și valorile vremii să pătrundă într-o parte dintre romanele și personajele sale, dar a reușit să păstreze multe scrieri și eroi departe de orice notă politică. Astfel, Cireșarii rămâne un exemplu uimitor de maxim succes în epocă, în ciuda faptului că textul și personajele sunt complet apolitice, caracterul naiv, sincer, altruist și atemporal al eroilor fiind, probabil, una dintre cheile succesului întins peste decenii.

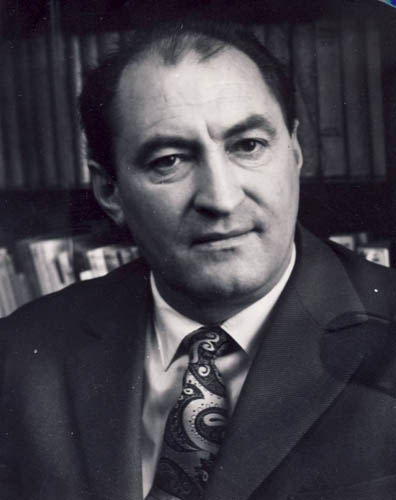
Constantin Chirita

A fost premiat de către Uniunea Scriitorilor pentru proză și dramaturgie și a deținut funcția de vicepreședinte al Uniunii Scriitorilor între 1977 și 1988, an în care alege să părăsească România pentru a se stabili în Germania. Constantin Chiriță a fost căsătorit cu scriitoarea de origine germană, originară din Timișoara, Gertrud Gregor, împreună cu care a avut trei copii, Victor, Diana și Adrian. A decedat la vârsta de 66 de ani, pe 14 noiembrie 1991, în Bonn-Konigswinter.
"Îl iubesc pe Chiriță înainte de orice, pentru că spiritul lui n-ar putea să rămână măcar o secundă într-o colivie, fie ea chiar și o colivie din zahăr colorat." – Fănuș Neagu, scriitor, dramaturg, scenarist (extras din „Cartea cu prieteni”, 1979).
"Cred că-și iubea adolescența și copilăria. [...] Să spunem așa… Personajul principal din Cireșarii este dl. Chiriță. Dl. Chiriță este o combinație între Victor, Ursu și Tic. Dl Chiriță a fost inteligent ca Victor, un sportiv de excepție ca Ursu și un șmecheraș ca Tic. Ăsta e el. Și așa a vrut să fim noi. Eu? Am fost îndemnat să fiu Cireșar. De toată lumea. Noi toți am fost îndemnați să avem spirit de aventură. Și eu, și sora mea, și fratele meu. Acum, dacă stau să mă gândesc, am fost Cireșar toată viața mea." – Victor Chiriță (extras din „Am fost cireșar toată viața mea” • interviu realizat de Monica Andronescu și publicat de jurnalul.ro, 2010).

## Rezumate

### Cavalerii florii de cireș

#### Prima carte din seria Cireșarii, publicată inițial în 1956.
Cartea a fost publicată pentru prima dată la Editura Tineretului, în Colecția Cutezătorii, în 1956, inițial sub numele Cireșarii, iar ulterior Teroarea Neagră – ca prim volum al seriei Cireșarii. Mai târziu Constantin Chiriță a făcut niște revizii asupra textului și a reintitulat-o definitiv Cavalerii florii de cireș.
Asemeni tuturor cărților din serie are o acțiune complet independentă, dar poate fi percepută și ca o introducere în lumea Cireșarilor plină de aventuri, entuziasm și candoare.

Facem cunoștință cu personajele principale pe care le vom regăsi și în următoarele volume – grupul de prieteni care locuiesc cu toții în cartierul Cireșului – dar și cu mediul în care aceștia trăiesc, învață și se joacă. 
Chiar de la începutul volumului este prezentat un bătrân pe nume moș Timofte. El este cel care se ocupa de soneria de la pauză. Nu mulți sunt copiii care ajung printre favoriții lui moș Timofte. Printre ei se află un grup de copii de clasa a VIII-a numiți Cireșarii pentru că locuiesc cu toții în cartierul Cireșului. Ei sunt: Ionel (fiul directorului), Victor (un elev model cu o logică extraordinară), Ursu (Teodor Teodoru, un mare gimnast cu o vedere uimitoare), Dan (un băiat destul de năzdravan) și două fete, Maria (visătoare, cu suflet de poet) și Lucia (o fată destul de severă și cu suflet de savant). 
Ei hotărăsc să plece într-o expediție științifică, cu scopul de a reface harta veche a Peșterii Negre. Cu ajutorul lui moș Timofte, Tic (fratele mai mic al Mariei) reușește sa ajungă și el în peșteră cu gândul de a găsi o cutie fermecată. 
Grupul de aventurieri hotărăște să formeze, pentru siguranța lor, două grupuri: unul în peșteră și unul afară, pe munte. Trăgând la sorți, cele două grupuri s-au împărțit astfel: Ionel, Victor, Tic și Maria în peșteră, iar Lucia, Ursu și Dan afară. Au stabilit că vor comunica prin niște aparate numite T.F.F., prin alfabetul Morse.
Toată expediția părea să decurgă normal până când în peșteră "cei sortiți primelor întâlniri și primilor fiori" (așa cum îi numește autorul) găsesc semne ale unor oameni care cunosc deja peștera în întregime. După o serie de peripeții, ei află că printre oamenii care au fost în peșteră și care îi urmăreau făcea parte și Petrăchescu (un vânător cunoscut și sub numele de Expresul Negru care nu a dorit să le dea copiilor barca lui). Acesta vrea să-i omoare pe toți cu orice chip.
Datorită istețimii lor, copiii scot la iveală mistere vechi și reușesc să scape, povestirea având un deznodământ fericit.

#### Explicarea titlului
Titlul pe care autorul l-a dat inițial, și anume "Teroarea Neagră", este strâns legat de aventurile copiilor în peșteră și în jurul acesteia. Evidențiază în același timp temerea pe care o au cireșarii, cât și pericolul care îi pândește în Peștera Neagră, dar și în afara ei. Titlul modificat, și anume "Cavalerii Florii de Cireș", se referă la modul general la cireșari. Ei sunt numiți "cavaleri", chiar dacă rangul lor nu este acesta (sunt, deci, numiți "cavaleri" datorită curajului lor extraordinar) și apoi ai "florii de cireș", autorul gândindu-se să arate încă din titlu de ce sunt numiți cireșari, și anume pentru că locuiesc în cartierul "Cireșului". Deoarece literar nu sună bine să îi numească "Cavalerii cireșului", autorul îi numește ai "florii de cireș". 

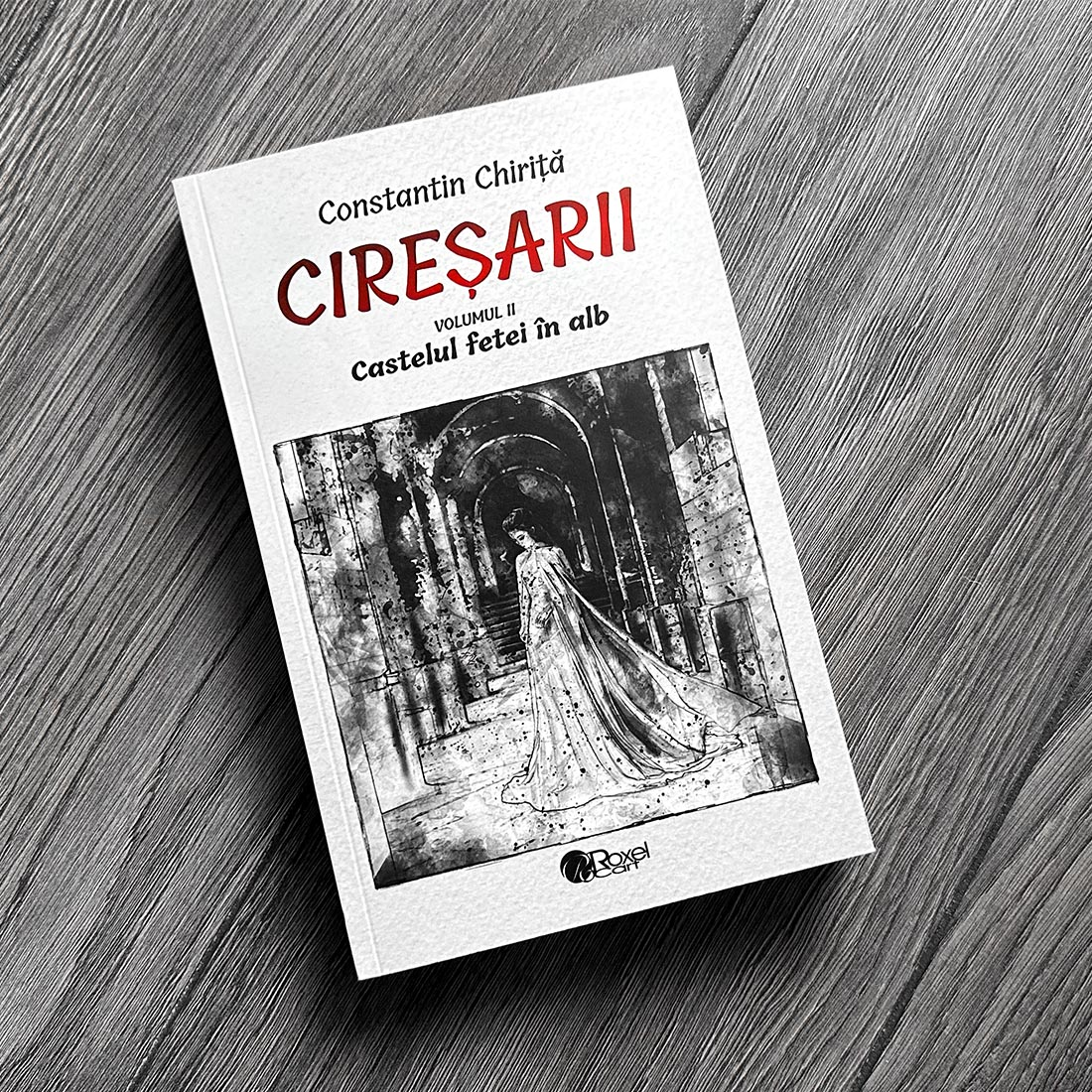
Fotografie care are ca subiect romanul Cireșarii - Castelul fetei în alb, de Constantin Chiriță, ediție publicată în 2022 de Editura Roxel Cart

### Castelul fetei în alb
A doua carte din seria Cireșarii, publicată inițial în 1958.
Laura este o fată nou venită în orășel care vrea să se împrietenească cu renumiții Cireșari. Din păcate, bunica ei îi interzice acest lucru, așa că Laura pornește singură către Castelul celor două cruci. Ea ajunge la castel, dar este capturată și făcută prizonieră acolo. Ea le trimite un bilet cu un mesaj confuz Cireșarilor care urmează un traseu foarte încâlcit. În bilet fata descrie aproape toate încăperile castelului, dar omite să descrie concret locul în care se află. Cireșarii primesc în cele din urma mesajul, iar Tic pornește pe urmele primului mesager. După o căutare lungă, Cireșarii găsesc Castelul și îi descoperă, pe rând, tainele... inclusiv o surpriză de mari proporții.

### Roata norocului
A treia carte din seria Cireșarii, publicată inițial în 1965.
Cireșarii schimbă peisajul și, la invitația verișoarei lui Dan, ajung pentru o vacanță într-o altă localitate, renumită pentru un bâlci extraordinar. O dilemă legată de un potențial trișor la Roata Norocului trebuie rezolvată, dar există și o problemă mult mai importantă: de la muzeu sunt furate cinci figurine. Victor și ceilalți Cireșari pornesc sǎ dezlege misterul dispariției. Finalizează, desigur, prin identificarea hoțului, însă nu înainte de numeroase piste false, contradicții și răsturnări de situație palpitante.

### Aripi de zăpadă
A patra carte din seria Cireșarii, publicată inițial în 1968.
Cireșarii, de acum faimoși pentru aventurile lor, sunt în vacanța de iarnă într-o tabără la munte. Ceilalți copii nu și-au dat seama decât târziu, iar atunci, Cireșarii au fost nevoiți să fugă. 
Au vrut să viziteze orașe, însă o groaznică furtună de zăpadă i-a prins pe drum. Au tot mers până ce au dat de o cabană: Casa Iulia, crezută de ei Coștila. În apropierea ei se afla cabana Izvoarele, unde doi dintre Cireșari au cerut ajutor. Au primit patru saltele pentru foc. Tic a fugit și a furat mâncare din cabana Izvoarele. Ei s-au ospătat cu mâncare, însă știau că unul din cei trei oameni de la cabana Izvoarele are arme și va veni după ei din două motive: din răzbunare și din cauza că în Casa Iulia exista Cutia Albastră, o cutie superbă în care se aflau...de fapt, nimeni nu știa, în afară de proprietarul băncii de unde a fost furată cutia.
Avem parte de întrebări și taine scoase la iveală, lupte și întorsături în probabil cel mai tenebros dintre romanele Cireșarii.

### Drum bun, cireșari!
A cincea carte din seria Cireșarii, publicată inițial în 1963.
Era oare un loc mai potrivit pentru încheierea aventurilor cireșarilor decât malul mării? Ne afundăm, prin urmare, într-o nouă enigmă. De această dată aventura îi conduce pe cireșari în căutarea unei taine scufundate în adâncuri. 
Marea aproape că ia proporții mitice. Sentimentele personajelor ating și ele cote nemaivăzute până acum. Surpriza finalului vine la rândul ei ca o lovitură de teatru și totul conduce încet, prin paginile acestui volum încărcat de nostalgie, la despărțirea inevitabilă. 

## Personaje

### Victor
"...avea fața lunguiață, ochii negri, adânci, părul închis la culoare", un baiat inalt, cu figura bronzată. Era matur în gesturi și comportament.

### Ionel
Ionel este băiatul directorului. El este, de asemenea, pentru scurt timp conducătorul expediției în prima carte ,,Cavalerii florii de cireș".

### Dan
Dan apare în carte ca "băiatul cel oacheș și rotofei".

### Maria
Maria, sora lui Tic, e o fatǎ "brunetă, aproape palidă, cu cozi lungi atârnându-i pe piept, cu ochi visători și mișcări lente".

### Ursu
Ursu, "un vlăjgan" care "n-avea mai mult de șaisprezece ani", înzestrat cu o forță și o vedere de invidiat.

### Tic
Un "prichindel dintr-a cincea, un șmecher fără seamăn în toată școala", "un blond cârn și ciufulit", Tic, fratele Mariei, joacă inițial un rol de mascotă pentru Cireșari.

### Lucia
Lucia este o fatǎ "blondă, cu părul scurt, tuns băiețește, cu ochi iscoditori, cu mișcări scurte, sigure, care se vor foarte convingătoare, cu ceva aspru în voce și-n atitudine".

### Țombi
Cățelușul simpatic și mereu aproape al lui Tic, numit Țângulică atunci când este obraznic.

## Înregistrări și ecranizări
În deceniile ulterioare publicării, Cireșarii se bucură în continuare de o imensă simpatie, adaptări ale romanelor devenind piese de teatru radiofonic înregistrate pe discuri sau caste audio, sau fiind ecranizate sub formă de serial și filme de lung metraj. În 1972 a fost realizat un serial TV omonim foarte popular, sub regia lui Andrei Blaier, cu Mihai Gingirov, Carmen Gentimir și Alexandru Boros în rolurile principale. În 1984 a fost realizat un film de lung metraj în regia lui Adrian Petringenaru. Constantin Chiriță a participat la proiecte în calitate de co-scenarist sau scenarist, producțiile acoperind însă doar parțial aventurile descrise în cărți.